# Schlossschmiede (Ballenstedt)

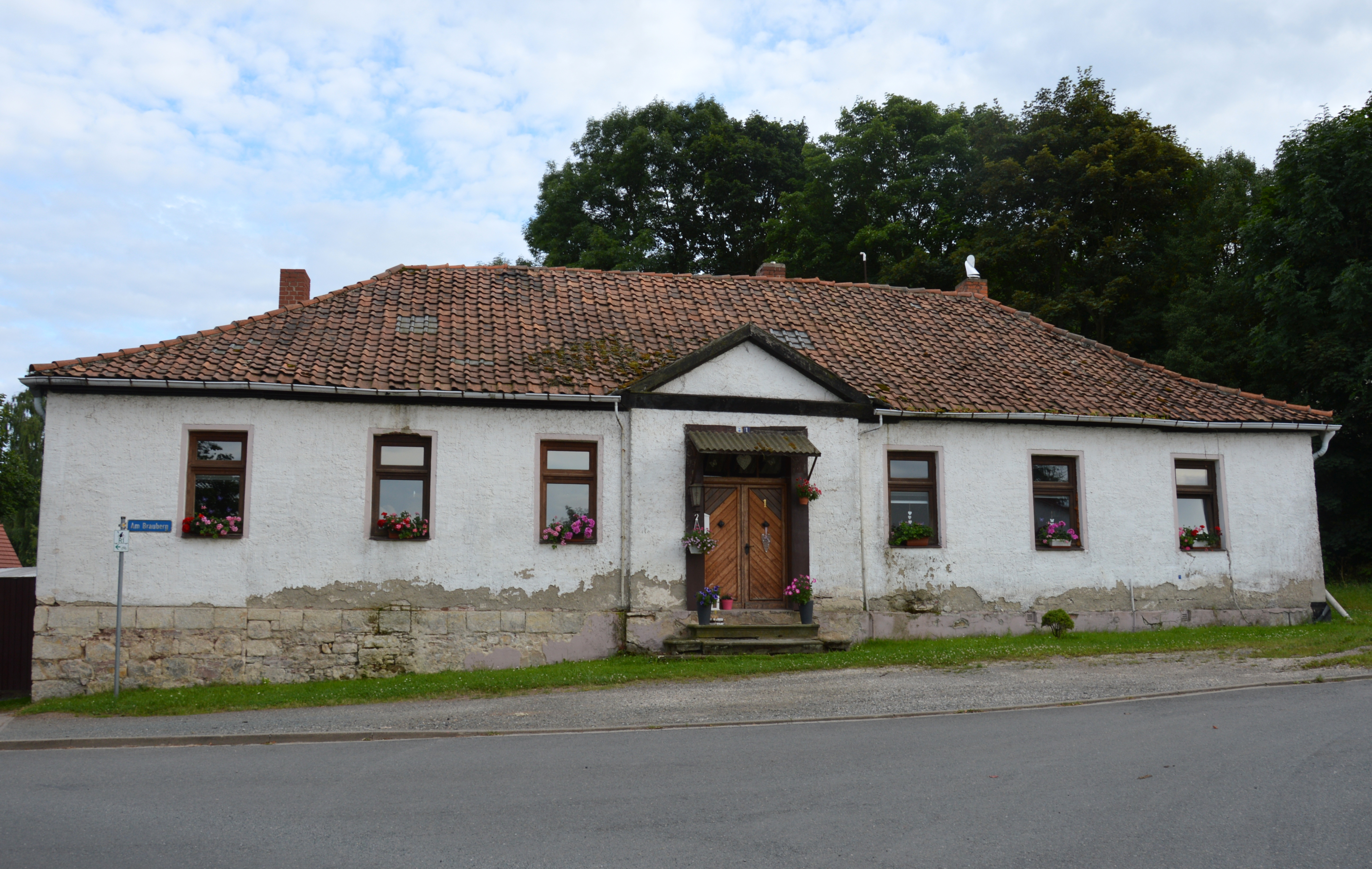
Schlossschmiede

Die Schlossschmiede ist eine denkmalgeschützte Schmiede in Ballenstedt in Sachsen-Anhalt.

## Lage
Sie befindet sich am südöstlichen Rand des Ballenstedter Schlossbezirks am südlichen Stadtrand Ballenstedts am östlichen Ende der Straße Am Brauberg, auf deren Südseite. Vor dem Haus treffen die Holsteiner Straße und die Lindenallee auf die Straße Am Brauberg. Nördlich des Hauses verläuft der Selketalstieg.

## Architektur und Geschichte
Das schlicht gestaltete eingeschossige Gebäude entstand Anfang des 19. Jahrhunderts im Stil des Klassizismus. Es ist breit gelagert und verfügt über einen flachen Mittelrisalit in dem auch die Eingangstür angeordnet ist. Überspannt wird der Risalit von einem Dreiecksgiebel. Bedeckt wird das Haus von einem Walmdach.
Im örtlichen Denkmalverzeichnis ist die Schmiede unter der Erfassungsnummer 094 50196 als Baudenkmal verzeichnet.